# Рауль IV де Вексен
Рауль IV (III) Великий (фр. Raoul IV le Grand), також відомий як Рауль де Крепі (фр. Raoul de Crépy; пом. 23 лютого чи 8 вересня 1074) — граф Валуа (Рауль IV) з 1038, граф де Бар-сюр-Об і Вітрі-ан-Пертуа (по праву дружини) ?-1053, граф Ам'єна і Вексена (Рауль III) з 1063, старший син Рауля III (II) де Мант і Адель (Аліси) де Бретей. Був одним з наймогутніших феодалів Північної Франції.

## Біографія
Спочатку Рауль був прихильником графа Блуа Еда II. Після загибелі Еда в 1037 році Рауль організував опір прихильників Еда королю Франції Генріху I.
У 1038 році Рауль отримав батьківське графство Валуа, у той час як його брат Тібо отримав Нантей.
1041 році Рауль потрапив у полон до Генріха I, після чого перейшов на бік короля.
У 1054 році він брав участь в битві при Мортемері, в якій королівська армія була розбита армією герцога Нормандії Вільгельма I. Після битви Рауль опинився в ув'язненні, проте, скориставшись розбіжностями між своїм тюремником Роже де Мортемером і герцогом Вільгельмом, зміг втекти в Валуа. В помсту Вільгельм відібрав у Роже фьєфи, за яким той був його васалом. Пізніше Рауль продовжував брати участь у боротьбі короля Генріха проти Вільгельма Нормандського.
У той же час Рауль прагнув розширити свої володіння. Завдяки першому шлюбу він отримав графства Бар-сюр-Об і Вітрі-ан-Пертуа. Незабаром після смерті в 1060 році короля Генріха I Рауль захопив добре укріплене місто Мондідьє, прогнавши його законних спадкоємців, а саме місто обклав щорічною даниною.
Після смерті Генріха I залишилася молода вдова, Анна Ярославна, дочка Київського князя. У неї зав'язався роман з Раулем, в результаті чого вони вирішили одружитися. Однак Рауль вже був одружений. Для того, щоб розлучитися, він звинуватив свою дружину Хакенезу в подружній зраді і на цій підставі анулював шлюб.
Це викликало скандал: покинута дружина Рауля звернулася зі скаргою до папи римського Олександра II, який наказав архієпископам Реймса і Руана провести розслідування, за результатами якого новий шлюб був визнаний недійсним. Крім того, Раулю і Анні було велено жити окремо одне від одного, однак вони проігнорували цю вимогу. У підсумку Рауль був відлучений від церкви. Відлучення було знято лише після смерті Хакенези, коли папа Григорій VII визнав шлюб Рауля і Анни. Анна продовжувала багато часу проводити в замку Крепі, що належав Раулю, хоча іноді з'являлася при дворі свого сина Філіппа I.
У 1062 році помер граф Мена Герберт II, заповів свої володіння герцогу Вільгельму Нормандському. Однак менська шляхта не погодилася з цим рішенням і повстала при підтримці графа Анжу Жоффруа III, визнавши своїми правителями двоюрідного брата Рауля, Готьє III, графа Ам'єна і Вексена, і його дружину Біоту, що була тіткою Герберту II.
Але Вільгельм почав завоювання Мена і в 1063 році захопив Ле-Ман, а також полонив Готьє і Біоту. Вони були поміщені в замок Фалез, де померли у тому ж році за нез'ясованих обставин. Оскільки спадкоємців Готьє не залишив, його володіння, графства Ам'єн і Вексен, за винятком Понтуаза і Шомон-ан-Вексена, приєднаних до королівського домену, успадкував Рауль.
В 1066 році Рауль розорив графство Верден, а його столицю спалив. Приводом для цього послужила відмова єпископа Вердена виплатити необхідну суму.
У 1071/1072 році Рауль обложив і захопив місто Перонна, укріплення якого вважалися неприступними.
Рауль помер у 1074 році. За однією версією, це сталося 23 лютого в Перонні, за іншою — 8 вересня в Мондідьє. Його тіло було поховано в церкві Святого П'єра в Мондідьє. Однак після того, як його син Симон, який успадкував батьківські володіння, повернув Мондідьє законним спадкоємцям, 22 березня 1076 року тіло Рауля було перепоховано в абатстві Святого Арнуля в Крепі-ан-Валуа.

## Шлюб і діти
1-а дружина: Аеліс де Бар-сюр-Об (пом. 11 вересня 1053), графиня де Бар-сюр-Об і Вітрі-ан-Пертуа, дочка Ношера III, графа де Бар-сюр-Об, вдова Рено де Семюр-ан-Бріонне, графа Рено де Жуиньї і Роже I де Віньорі. Діти:
- Готьє (пом. 6 вересня 1065/1067), граф де Бар-сюр-Об і Вітрі-ан-Пертуа з 1053
- Симон (пом. 30 вересня/1 жовтня 1080), граф де Бар-сюр-Об і Вітрі-ан-Пертуа 1065/1067—1077, граф Валуа, Ам'єна і Вексена 1074-1077, граф Мондідьє і Перонни 1074-1076, в 1077 році постригся в ченці
- Єлизавета (?) (пом. близько 12 травня 1093/1101), дама де Шатовіллен і д'Арк-ан-Барруа; чоловік: Бартелемі (пом. після 1072), сеньйор де Броє і де Бофор
- Аделаіс (Хільдебранда) (пом. після 1077), графиня Валуа з 1077; чоловік: з 1059 або раніше Герберт IV (1032 — 1080), граф де Вермандуа
- Адель (Аделаїда, Аліса) (1045 — пом. 12 травня 1093/1100), графиня де Бар-сюр-Об; чоловік: раніше 1061 Тібо III де Блуа (біля 1010/1012 — 29-30 вересня 1089), граф Блуа, Шатодена, Шартра, Туру і Сансерра з 1037, граф Труа і Мо (Тібо I) з 1063

2-я дружина: Алієнора «Хакенеза» (пом. після 1063), спадкоємиця Мондідьє і Перонни. Шлюб був анульований близько 1060 року. Можливо, дочкою Рауля IV, народженої в цьому шлюбі, була Хавиза, дружина Роже де Мортемера (пом. близько 1080).
3-я дружина: біля 1061 Анна Ярославна (пом. 1075/1089), дочка великого князя Київського Ярослава Володимировича Мудрого та шведської принцеси Інгегерди, вдова короля Франції Генріха і. Дітей від цього шлюбу не було.